# Lyže

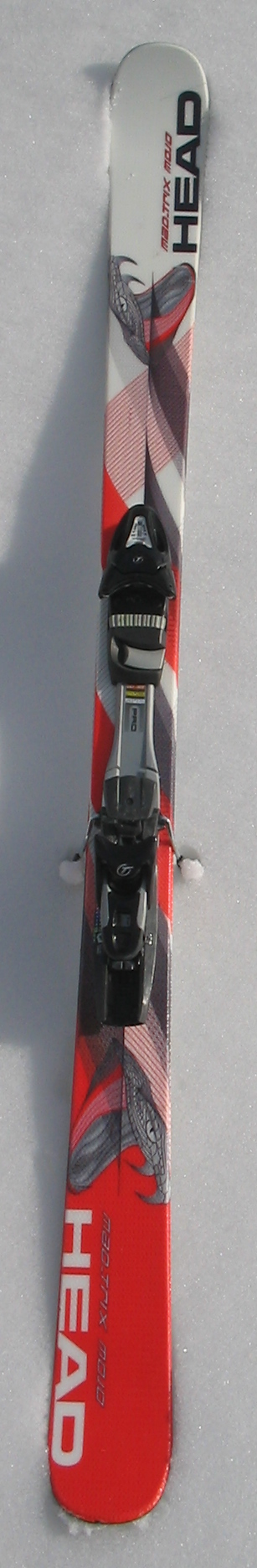
sjezdová lyže se zaobleným předním i zadním koncem

Lyže jsou dvě podlouhlé desky v přední části se zvednutou špičkou. Používají se k lyžování. Byly původně dřevěné, nyní jsou obvykle ze sklolaminátů anebo jiných kompozitních materiálů. Připevňují se k nohám pomocí lyžařského vázání.

## Historie
Lyže lze považovat za jeden z nejstarších způsobů dopravy na sněhu. Byly důležitým a mnohdy i jediným prostředkem umožňující pohyb v zasněženém prostředí, v zemích , kde po většinu roku byla sněhová pokrývka. Pravděpodobně byly vytvořeny ze sněžnic jejich postupným prodlužováním a zužováním. Na přelomu 18. a 19. století se ve Skandinávii používaly lyže jak pro vojenské účely tak i v běžném životě, vytvořila se tak široká základna pro rychlý rozvoj lyžování. První závody na lyžích se uskutečnily v 19. století v Norsku. Roku 1888 putoval norský cestovatel Fridtjof Nansen na lyžích do Grónska. Jeho výprava se stala inspirací pro horaly z oblasti Alp, kteří přivezli lyže ze Skandinávie a rozšířili je ve své domovině. Severské lyžařské techniky ovšem nevyhovovaly vysokohorskému terénu a tak v druhé polovině 19. století vzniklo alpské lyžování. V českých zemích se lyže poprvé objevily 1887, kdy první lyže přivezl propagátor sportu Josef Rössler-Ořovský.

## Výroba
Výroba lyží se postupem času změnila z původní řemeslné výroby na technicky náročnou profesi. Původně lyže vyráběli koláři. První typy lyží byly z jednoho kusu dřeva, v Českých zemích nejčastěji z jasanu (z toho název jasanky). Špička se u celodřevěných lyží ohýbala technologií plastifikace dřeva ve vodní páře, podobně jako saně. Tyto lyže trpěly zejména na deformaci vlivem vlhkosti (špička se narovnávala, změna tvaru v podélném řezu, atd.). Přibližně v 50. letech 20. století se lyže lepily z několika vrstev dřeva (stále většinou jasan) v tloušťkách od 3 do 10 mm, tím se nežádoucí deformace lyže omezily. V 21. století se lyže vyrábějí z různých aglomerovaných materiálů na bázi dřeva.  V poslední době se ve výrobě lyží začínají prosazovat i jiné materiály, zejména plastické hmoty, skleněné vlákno, kevlar, titan nebo kompozitní materiál (titanal). Vhodnými kombinacemi kovu nebo laminátu s dřevem či plastickými hmotami vznikají nové druhy lyží.

## Typy lyží
Lyže se liší délkou a tvarem v závislosti na použití.

### Lyže běžecké
Běžecké lyže (zpravidla nazývané běžky) musí být lehké (1–1,2 kg) a pevné, často jsou vyrobené z kevlarových vláken s komůrkovou strukturou. Lyže jsou velmi úzké (44–46 mm). U běžeckých lyží je daleko menší důraz na vodivost, proto mají jen mělký žlábek, i na točivost, zatáčky se projíždějí odšlapováním.
- Klasický styl – lyže musí být velmi tuhá, je delší než na bruslení (až 2,30 m), aby rovnoměrněji rozdělovaly váhu lyžaře. Boty jsou pružné a zaručují dostatečnou pohyblivost kotníku.

- Volný styl – lyže mají někdy širší přední část, která usnadňuje bruslení. Špičky jsou méně zdvižené. Délka je od 1,75 do 2 m v závislosti na sněhových podmínkách, čím je sníh tvrdší tím kratší lyže se používají. Bota musí poskytovat dobrou boční oporu pro kotník, který podepírá plastová výztuha. Podrážka je tuhá.

- Biatlon – minimální délka lyží může být až o 4 cm kratší než je výška lyžaře. Maximální délka lyží není stanovena.

### Lyže sjezdové
Sjezdové lyže (sjezdovky) jsou ve svém tvaru určovány především požadavkem na rychlost, přičemž musí být vodivé i točivé. Důležitá je pevnost a útlum při jejich rozkmitání vlivem nerovnosti trati. Délka lyží je v rozmezí 208–215 cm a jsou užší než lyže slalomové.
Až do poloviny 90. let se používaly lyže dlouhé a rovné. Dnes se používají lyže výrazněji vykrojené (lyže carvingové). Špička a patka jsou oproti střední části mnohem širší, čímž se zvětšuje kontaktní plocha se sněhem. Lyže tak může být kratší a je lépe ovládatelná, aniž dojde ke ztrátě stability. Širší špička usnadňuje zahájení oblouku a rozšířená patka umožňuje rychlejší vyjetí z oblouku.

### Lyže slalomové
Slalomové lyže (slalomky, pro obří slalom obřačky) se liší od sjezdových především menším požadavkem na rychlost. Důraz je kladen na točivost, vodivost především v obloucích. Slalomové lyže jsou výrazně kratší než lyže sjezdové, jsou širší a lehčí.

### Lyže pro rychlostní lyžování
Známé též jako letmý kilometr. Délka lyží je 220–240 cm, špička je téměř neznatelná, skluznice je velmi tenká, hrany nejsou ostré, aby se zabránilo prudkému zatočení. Maximální hmotnost je 15 kg pro pár s vázáním. Rychlost se pohybuje přes 200 km/h .

### Lyže skokanské
Skokanské lyže (skočky) mají funkční vlastnosti podobné jako lyže pro sjezd, musí být rychlé, pevné, dokonale vodivé v rovné jízdě a správně vyvážené. Mohou být dlouhé až 235 cm avšak nesmí přesáhnout výšku skokana o více než 80 cm, šířka je 88 mm, skluznice má několik vodících žlábků, maximální povolená hmotnost je 7,27 kg. Lyže nemají hrany. Vázání je s volnou patou a na lyže se umisťuje tak, aby vzdálenost od špičky nebyla větší jak 57% délky lyže.

### Lyže trikové
Jsou určeny pro lyžařskou akrobacii a podobají se lyžím slalomovým jsou však kratší a patky stejně jako špičky jsou mírně zvednuté a zaoblené.
- Lyže pro skoky a jízdu v boulích – minimální délka je 190 cm pro muže a 180 cm pro ženy. Špičky jsou pružné a patky vytočené vzhůru. Skluznice nemá drážky, lyže jsou vykrojené, aby bylo snazší zahájit oblouk. Skokani si posouvají vázání asi o 4 cm dopředu.

- Akrobatické lyže – Minimální délka je stanovena na 81% výšky lyžaře (140–160 cm). Skluznice je konvexní, bez drážek. Patky jsou vytočené vzhůru, aby bylo možno klouzat vzad.

## Kolečkové lyže
Speciální sportovní načiní určené zejména pro trénink jsou kolečkové lyže. Provozují se však na nich i pravidelné soutěže, např. v letním biatlonu.

## Mikrokontaktní skluznice
Mikrokontaktní skluznice je speciální úprava skluznice běžeckých lyží pro klasický styl. Část skluznice v odrazové zóně (u běžných lyží tzv. mazací komora) je opatřena neskluznou směsí PET drtě a gumy a připomíná svou úpravou jemný smirkový papír, na omak je chlupatá. Tato část skluznice se zdrsňuje speciálními drážkovači, škrabkami a kartáči. Nenanáší se na ní žádný stoupací vosk, ale pouze vrstva speciálního oleje nebo spreje.
Mikrokontaktní skluznice je jediným druhem skluznice určené pro střídavý běh bez použití stoupacího vosku, která se používá i v závodním běžeckém lyžování. V turistickém použití se využívají též běžky se šupinami nebo s tuleními pásy v mazací komoře. Mikrokontakt se používá na čerstvý jemný a vlhký sníh při teplotách kolem 0 °C nebo mírně nad, ve fázi rekrystalizace (kdy se vnitřní ramena vloček ještě ohýbají a dosud se nevytvořila vnitřní struktura sněhu). Tomuto typu sněhu se přezdívá mýdlo. Lyže s mikrokontaktní skluznicí použité na správný typ sněhu jsou rychlejší než lyže namazané voskem. Ovšem stačí, aby se změnila teplota o 1 - 2 °C, čímž se změní mikrostruktura sněhu, a lyže s mikrokontaktem nejedou. Pokud se závodníkům na skluznici s mikrokontaktem vytvoří námraza, používá se její odstranění přejetím přes smrkové větve hozené do stopy.